# Heinrich Siewert
Heinrich Siewert (ur. 10 kwietnia 1818 w Braniewie, zm. 7 czerwca 1885) – nauczyciel muzyki i kompozytor działający w Berlinie.

## Życiorys

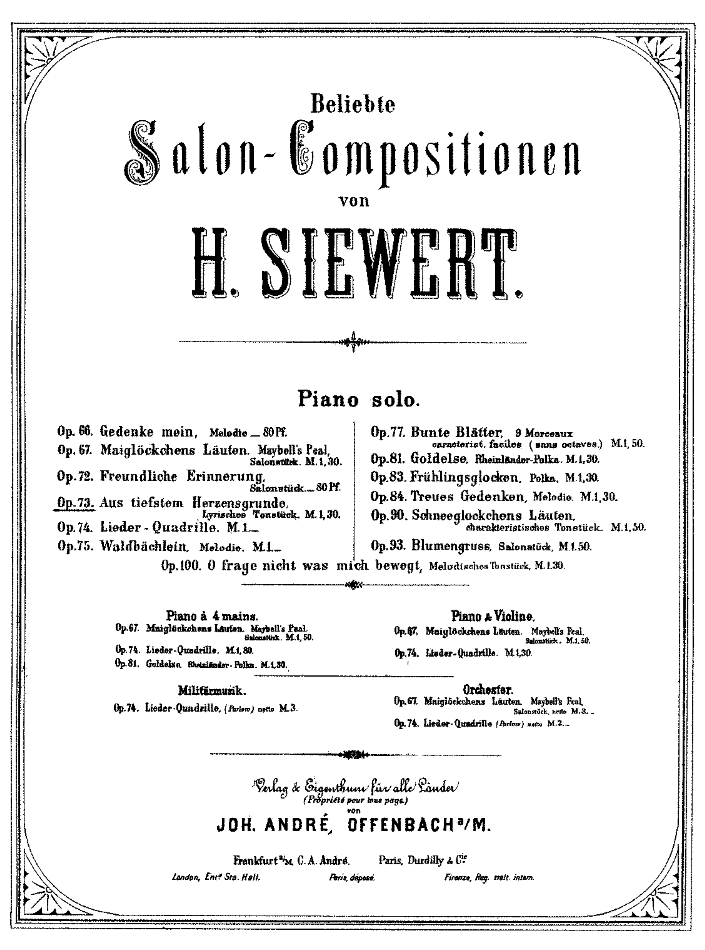
Kompozycje Siewerta wydane przez wydawnictwo Johanna Antona André

Urodził się w Braniewie w Prusach Wschodnich. Wykształcenie muzyczne zdobywał w Gdańsku, u nauczyciela muzyki i kompozytora Friedricha Wilhelma Markulla. W 1840 wyjechał do Berlina, tam został przyjęty jako student Królewskiej Akademii Muzycznej, gdzie pobierał lekcje kompozycji i nauki gry na organach u Carla Rungenhagena i Augusta Wilhelma Bacha. Po ukończeniu studiów pracował jako nauczyciel muzyki. Autor licznych kompozycji muzycznych, m.in.:
- Gedenke mein!, Op.66 (1874)[4]
- Maiglöckchen's Läuten, Op.67 (1874)[5]
- Aus tiefstem Herzensgrunde, Op.73 (1875)[6]
- Goldelse, Op.81 (1877)[7]